# Werner Küchenthal
Werner Küchenthal (* 13. Januar 1882 in Münchehof; † 20. Juni 1976 in Hedeper) war ein deutscher Jurist, Verwaltungsbeamter und Politiker (DNVP, NSDAP).

## Leben
Nach dem Abitur nahm Küchenthal ein Studium der Rechtswissenschaft auf, das er 1903 mit dem Ersten Juristischen Staatsexamen abschloss. Während seines Studiums wurde er Mitglied der Turnerschaft Eberhardina Tübingen (heute: Alte Turnerschaft Eberhardina-Markomannia Tübingen). 1907 wurde er an der Universität Leipzig zum Dr. jur. promoviert (Dissertation: Über den Eigentumserwerb am Wilderergute und die Ansprüche und rechtlichen Befugnisse des Jagdberechtigten gegen den Wilderer).
Küchenthal trat als Gerichtsassessor in den Staatsdienst ein und wurde kurz darauf Staatsanwalt. Er war später Richter am Amts- und Landgericht und danach Regierungsrat und ständiges Mitglied des Kaiserlichen Aufsichtsamts für Privatversicherung in Berlin. Er nahm als Kriegsfreiwilliger am Ersten Weltkrieg teil und war in dieser Zeit als Referent im Kriegsministerium tätig. Nach seiner Ernennung zum Oberregierungsrat 1920 arbeitete er in der Steuerabteilung des Landesfinanzamtes Hannover, zuletzt als stellvertretender Leiter der Abteilung Braunschweig.
Küchenthal war seit 1919 Mitglied der DNVP. Vom 22. Januar 1926 bis zum 13. Dezember 1927 amtierte er als Staatsminister der Finanzen in der vom Vorsitzenden Gerhard Marquordt geführten Regierung des Freistaates Braunschweig. Als solcher suchte er Sparmaßnahmen durchzusetzen. Von 1928 bis 1930 übernahm er die Leitung des Landesfinanzamtes Hannover.
Nach der Bildung einer Koalition aus DNVP und NSDAP wurde Küchenthal am 1. Oktober 1930 mit den Stimmen der Bürgerlichen Einheitsliste (BEL) und der NSDAP zum Vorsitzenden des Staatsministeriums gewählt und übernahm gleichzeitig die Leitung von Finanz- und Justizministerium. Das Innen- und Volksbildungsministerium leitete bis zum 27. Juli 1931 das NSDAP-Mitglied Anton Franzen. Dessen Nachfolger wurde am 15. September der Nationalsozialist Dietrich Klagges, der am 9. Mai 1933 Küchenthal als Ministerpräsident nachfolgte. Während seiner Amtszeit als Ministerpräsident unterstützte Küchenthal die Einbürgerung Adolf Hitlers.
Küchenthal trat zum 1. Mai 1933 zur NSDAP über (Mitgliedsnummer 2.799.535). Nach der Absetzung von Oskar Stübben nach einer Verleumdungskampagne übernahm er am 24. März 1933 als Präsident die Leitung der Braunschweigischen Staatsbank, die er bis zu seiner Amtsenthebung am 13. August 1945 innehatte. Gleichzeitig war er Aufsichtsratsmitglied in verschiedenen Unternehmen. Nach 1945 war er als Landwirt in Hedeper tätig.

## Kritische Neubewertung der Lebensleistung
Im Rahmen der Debatte um eine Würdigung des politischen Lebenswerkes der Braunschweiger Politikerin Minna Faßhauer stellte die SPD-Fraktion im Braunschweiger Stadtrat im August 2013 den Antrag, in diesem Zusammenhang gleichfalls die Lebensläufe anderer Braunschweiger Politiker aus der Zeit der Novemberrevolution in Braunschweig, der Weimarer Republik bis hin zur Zeit des Nationalsozialismus in der Stadt einer kritischen Neubewertung zu unterziehen. Dieser Vorschlag wurde von der CDU-Ratsfraktion unterstützt. Die Personen, deren Lebensleistung demnach neu bewertet werden soll, sind unter anderen: Otto Grotewohl (erster Ministerpräsident der DDR), Carl Heimbs (DVP, mit verantwortlich für die Einbürgerung Adolf Hitlers), Werner Küchenthal, August Merges (USPD, erster Präsident der Sozialistischen Republik Braunschweig), Josef Oerter (Anarchist, USPD, Ministerpräsident des Landes Braunschweig, später NSDAP) und Ernst August Roloff (DNVP, Gründer der BEL).